# Mitsubishi Ki-83
Il Mitsubishi Ki-83 (三菱 キ83?) fu un caccia pesante bimotore sperimentale a lungo raggio, sviluppato dall'azienda aeronautica giapponese Mitsubishi sul finire della seconda guerra mondiale. Rimase allo stadio di prototipo e non entrò in produzione.

## Storia del progetto

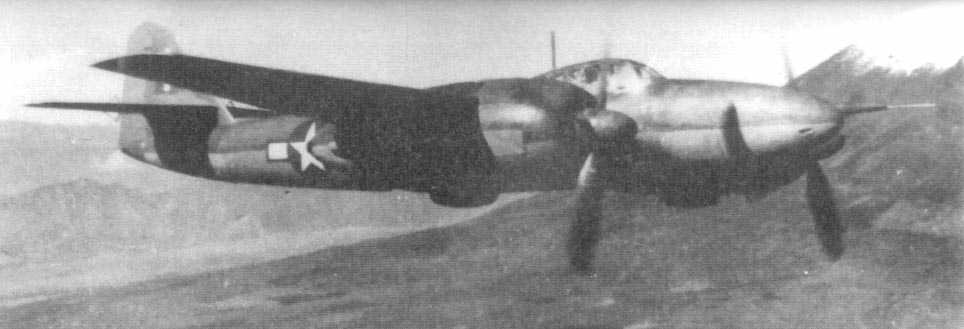
Un Ki-83 in volo.

Durante la seconda guerra sino-giapponese i bombardieri nipponici che effettuavano missioni in profondità in territorio ostile, subirono gravi perdite a causa degli intercettori dell'esercito rivoluzionario nazionale cinese. I comandi giapponesi, consapevoli dell'importanza del bombardamento strategico in profondità in territorio nemico, commissionarono nel 1943 un nuovo caccia pesante a lungo raggio, dotato di un armamento particolarmente potente in grado di scortare i bombardieri durante tutta la missione. Il progetto venne affidato ad un team guidato da Tomio Kubo, lo stesso progettista del Mitsubishi Ki-46. Inizialmente il Ki-83 venne concepito come monomotore, solo che non essendo disponibile un propulsore talmente potente da garantire le prestazioni desiderate, si decise di adottare una soluzione con doppia motorizzazione. Prima della fine della guerra vennero costruiti 4 prototipi, il primo dei quali volò il 18 novembre 1944. La produzione in serie non fu mai avviata, poiché i bombardamenti ai complessi industriali, non ne consentirono l'inizio prima del sopraggiungere dell'armistizio del 15 agosto 1945.
Il Ki-83 fu una totale sorpresa per gli statunitensi che, non conoscendone neppure l'esistenza, non gli avevano dato un nome in codice, a differenza di tutti gli altri aerei giapponesi conosciuti della seconda guerra mondiale. Dopo la guerra, ingegneri aeronautici statunitensi e funzionari dell'American Air Force valutarono i quattro prototipi con grande interesse. Non a caso, la maggior parte delle fotografie esistenti del Ki-83, lo ritraggono con le insegne dell'USAAF.

## Tecnica
Il Ki-83 era un monoplano ad ala media, con fusoliera monoscocca, interamente costruito in metallo e con carrello retrattile. Era dotato, a difesa dell'equipaggio, di sedili con corazzatura in acciaio, il cui spessore era di 12 mm per quello posteriore e di 8 mm per quello del pilota.
La propulsione era affidata a una coppia di motori Mitsubishi Ha-211 Ru (Ha-43), radiali 18 cilindri doppia stella raffreddati ad aria, che erogavano ciascuno una potenza massima di 2 070 hp (1 544 kW) a 1 000 m.
Per aumentare il raggio d'azione, il velivolo venne dotato di tre serbatoi, due alari ed uno principale nella fusoliera, che insieme potevano contenere 1 560 litri di carburante. I primi due autosigillanti furono dotati di sistema automatico antincendio, mentre quello all'interno della fusoliera fu protetto da uno strato di gomma su più livelli spesso 16 millimetri, che nel caso in cui fosse stato colpito, ne avrebbe garantito la deformabilità senza che potesse esplodere o incendiarsi.
Il Ki-83 dimostrò una notevole manovrabilità per un aereo delle sue dimensioni, riuscendo ad effettuare un loop di 671 metri in appena 31 secondi ed alla velocità di 644 km/h.
L'armamento consisteva in 4 cannoni, due da 30 mm e due da 20, tutti montati sul muso. L'aereo poteva trasportare anche due bombe da 50 kg alloggiate in un vano interno alla fusoliera.

## Versioni
- Ki-83: caccia pesante sperimentale, 4 prototipi costruiti.
- Ki-95: versione da ricognizione, che doveva sostituire il Ki-46[7]. Rimasta allo stadio di progetto, nessuno costruito[8].
- Ki-103: progetto abbandonato, nessuno costruito[8].

## Utilizzatori
Giappone
- Dai-Nippon Teikoku Rikugun Kōkū Hombu

 Stati Uniti
- United States Army Air Forces

Utilizzato per prove di valutazione comparative.